# Fámjinstenen
Fámjinstenen (færøsk: Fámjinssteinurin) er en runesten, der befinder sig i kirken i Fámjin på Færøerne. Stenen har både latinske bogstaver og runer. Stenen er dateret til tiden efter Reformationen, som på Færøerne fandt sted i 1538, og viser at runer var i brug så sent som i det 16. århundrede. Fámjinstenen er den yngste af de færøske runesten.